# Страњани (Стара Љубовња)
Страњани (слч. Stráňany) насељено је мјесто са административним статусом сеоске општине (слч. obec) у округу Стара Љубовња, у Прешовском крају, Словачка Република.

## Становништво
| Година:    | 1994. | 2004.    | 2014. | 2024.   |
| ---------- | ----- | -------- | ----- | ------- |
| Број људи: | 231   | 194      | 194   | 180     |
| Разлика:   |       | -16,01 % | +0 %  | -7,21 % |

| Година:    | 2023. | 2024.   |
| ---------- | ----- | ------- |
| Број људи: | 182   | 180     |
| Разлика:   |       | -1,09 % |

Према подацима о броју становника из 2024. године насеље је имало 180 становника.